# Měděnec (ort)
Měděnec är en ort i Tjeckien.   Den ligger i regionen Ústí nad Labem, i den nordvästra delen av landet, 100 km väster om huvudstaden Prag. Měděnec ligger 844 meter över havet och antalet invånare är 158.
Terrängen runt Měděnec är kuperad söderut, men norrut är den platt.Runt Měděnec är det ganska glesbefolkat, med 47 invånare per kvadratkilometer. Närmaste större samhälle är Kadaň, 11,5 km öster om Měděnec. I omgivningarna runt Měděnec växer i huvudsak blandskog.